# Fruerlund (Flensborg)
 For alternative betydninger, se Fruerlund. (Se også artikler, som begynder med Fruerlund)
Fruerlund (sønderjysk Frulunj) er en bydel i det nordøstlige Flensborg ved Lautrupsbækken. Bydelen afgrænses mod vest af Flensborg Fjord, mod nord af Mørvig, mod sydøst af Engelsby og mod syd af Jørgensby.

## Historie
Fruerlund er første gang nævnt 1468 (Dipl. Flensb. 246). Navnet er sammensat af frue og -lund og har poetisk karakter. Det forekommer også andetsteds som skov- eller bebyggelsesnavn. Navnet står ikke i beytdning Jomfrue Maria, som tidligere antaget, skønt Vor Frue Kirken havde besidelser i omegnen.
Fruerlund menes at have været en lille udflytterby af den forhenværende landsby Adelby. I 1800-tallet bestod bebyggelsen af to gårde samt parcellen Busesig. Lidt nord for de to gårde etablerede sig med Fruerlundskov (Fruerlundholz) en lille kådnerby nær Klosterskov. Dertil kommer Fruerlundløkke (Fruerlundlücke) i vest samt Fruerlundgård og Fruerlundmølle i syd. I 1869 blev Fruerlund oprettet som selvstændig kommune. I 1910 blev Fruerlund sammen med Tved, Tvedskov og Engelsby indlemmet i Flensborg kommune. Med opførelsen af ny parcelhuskvarterer indgik Fruerlund ejerlav efterhånden i et sammenhængende boområde, som er knyttet til Jørgensbys og Engelsbys tætte bebyggelse. Især Fruerlundskov er præget af etageboliger fra 1960erne. Med til bydelen hører nu også Kilseng og Blæsbjerg (Blasberg) med folkeparken. Mørvig derimod blev udskilt som ny bydel. I den danske periode indtil 1864 hørte landsbyen under Adelby Sogn (Husby Herred, Flensborg Amt).